# Магакян, Виктор
Виктор Магакян, также известный как капитан Виктор «Транспорт» Магакян (арм. Վիգդոր Մաղաքեան; 30 декабря 1915 — 17 августа 1977) — американский военнослужащий корпуса морской пехоты в период Второй мировой войны. Один из самых титулованных солдат Армии США, также один из самых известных американских солдат, участвовавших во Второй мировой войне. По происхождению армянин.

## Биография
Виктор Магакян родился 30 декабря 1915 года в Чикаго, штат Иллинойс, в армянской семье и был самым старшим из четырёх братьев и трёх сестер. Прадед Виктора Аракел Магакян был караванщиком на Ближнем Востоке, его уважали за воинскую доблесть, являлся одним из сподвижников легендарного армянского воина Арабо. Также отмечается, что прадед убил 112 вражеских турецких солдат. Отец Виктора Саркис работал инженером на сталелитейном заводе. Семья переехала в Америку из Муша (Западная Армения) после окончания учёбы Саркиса Магакяна в Константинополе. Сёстры и старший брат Саркиса были убиты во время Геноцида 1915 года, учинённого младотурками против армянского народа. В 1916 году Саркис Магакян вместе с другими армянскими юношами из США, оставив свои семьи, отправился воевать в составе армянского легиона Франции за освобождение своей Родины. Несмотря на большое количество ранений и тяжелую контузию, Саркису Магакяну удалось выжить и вернуться к семье. Позже Виктор расскажет о своём отце следующее: «Мой род из Муша, мой прадед был военным, дядя с маминой стороны был офицером в отряде Андраника. Папа об этом часто рассказывал, но не любил говорить о том, что он сам принимал участие в боевых действиях во время Первой Мировой. Для меня он был настоящим героем, его рассказы оставили сильный отпечаток в моей жизни, я мечтал однажды стать военным, чтобы продолжить традицию нашего рода». Мать Виктора преподавала уроки музыки в городской консерватории. Сам Виктор взял бо́льшую часть ответственности за воспитание своих младших братьев и сестёр. Его сестра в 2008 году отмечала, что «он был тихий и преданный человек, всегда был очень спокойным, за исключением войны. Он был таким щедрым человеком.» В 1930 году семья Магакяна переехала в Сан-Диего, Калифорния, где он изначально решил вступить в ВМС США. Однако, по дороге к рекрутеру Виктор остановился и пошёл на просмотр фильма «Гордость морской пехоты» (1936) с Чарльзом Бикфордом в главной роли. Вдохновившись фильмом, Виктор решил не вступать во флот и вместо этого вступить в Корпус морской пехоты США. Прожив в Сан-Диего в течение девяти лет, семья Магакян переехала во Фресно, Калифорния, где они жили по соседству с семьёй писателя Уильяма Сарояна на углу М-стрит и Авеню Монтеррей в Старом армянском городе.
После вступления в Корпус морской пехоты Виктор в 1936 году был отправлен в Азию. Был расквартирован на Филиппинах и в Китае в течение четырёх лет. Во время японо-китайской войны (1937—1945) он был членом экспедиционной группы в Шанхае. После посещения многих стран мира, иностранных баз и обществ получил прозвище «Транспорт». Другие источники утверждают, что он был прозван так, потому что он прекрасно управлял транспортными средствами. В 1939 году Магакян вернулся домой, где стал шерифом в округе Фресно и был назначен для охраны силовых установок и плотин энергетической компании «Эдисон» недалеко от Сьерра-Невада. Услышав новость о нападении на Перл-Харбор, Виктор 3 января 1942 вернулся на сверхсрочную службу в морскую пехоту. Его братья Гарри и Майкл тоже служили в вооружённых силах. Во время службы во 2-й и 4-й дивизиях Морских рейдеров, Виктор участвовал в семи крупных сражениях и был ранен три раза.
После участия во Второй Мировой войне Магакян стал на 60 процентов инвалидом. Он лечился в военно-морском госпитале в Куантико, штат Вирджиния в октябре 1945 года. Проходил дальнейшее лечение в военно-морском госпитале в Филадельфии. В 1946 году был уволен с военной службы в звании капитана. Вернулся во Фресно, а затем переехал в Лас-Вегас, где работал исполнительным директором отеля и консультантом по безопасности с 1954 по 1974 год. Также был членом Совета Невады по Контролю за Играми.
В своём последнем интервью армянской газете «Hayrenik» Магакян заявил: «Я так и не смог осуществить свою мечту — увидеть родину моих предков. Мой брат и сестра смогли поехать в Армению, я по стоянию здоровья не могу. Но в душе мы никогда не были оторваны от своих корней, так нас воспитали, так хотел мой отец. Думаю, что мы оправдали его надежды. Я уверен, что у нашего народа большое будущее. Главное не отрываться от своих корней».
В 1974 году Виктор вернулся во Фресно, где умер 17 августа 1977 года в возрасте 61 года. Похоронен на армянском кладбище «Арарат» (Фресно).

## Вторая мировая война
В 1942 году Виктор Магакян подал заявку на вступление во второй морской Рейдерский батальон под командованием подполковника Эванса Карлсона. Виктор уже был знаком с Карлсоном по прежней службе в морской пехоте. Батальон был известен своей жёсткой позицией, принимались только лучшие морские пехотинцы, в него были приняты всего лишь 900 из 15000 кандидатов, Виктор был одним из них. В батальоне проводились суровые тренировочные упражнения, в них были включены скалолазание, плавание, высадка на берег, боевые искусства и суточные походы от 30 до 50 км.

### Битва за остров Макин
Первая миссия батальона была обмануть японцев, заставить их полагать, что большое количество американских войск собирается вторгнуться на атолл Макин (острова Гилберта). Это событие позже стало известно как Битва за Макин. Из 900 бойцов батальона Виктор был выбран одним из 222 участвовавших в этой операции. Операция была начата 17 августа 1942 года, Виктор Магакян возглавил атаку на плацдарм с десантом, но был первым же ранен в предплечье, махнув рукой на инструкции. Сражение продолжалось, Виктору перебинтовали предплечье, он изо всех сил старался оставаться в сознании. Тем не менее, ему удалось отбить вражескую атаку японских солдат, вооружённых гранатами и штыками. Вернулся на фронт пятнадцать минут спустя после окозания первой помощи, возвратился в тыл по указанию врача. За усилия во время битвы Виктор был награждён военно-морским крестом ВМС США, второй по значимости военной наградой за храбрость и проявленный героизм в бою.

### Битва за Гуадалканал

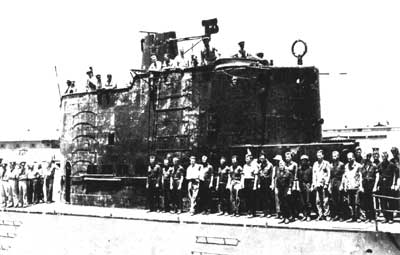
Американские десантники прибывают в Перл-Харбор, Гавайи, 26 августа 1942 г. на борту американской подводной лодки «Наутилус» после битвы за остров Макин.

После сражения Виктор вместе с другими морскими пехотинцами лечился в Перл-Харборе. Его имя было внесено в списки военнослужащих, которые должны были вернуться домой. Когда Виктор Магакян узнал о плане Битвы за Гуадалканал, он связался с Эвансом Карлсоном и выразил желание присоединиться к сражению. В течение часа Магакян был внесён в список участников битвы. Несмотря на то, что его рука ещё была в гипсе, он был отправлен в Гуадалканал через две недели.
В ходе битвы, Виктор и другие военные попали в засаду снайперов и пулемётного огня японских войск. Одному из вражеских автоматчиков удалось смертельно ранить товарища Виктора Джека Миллера. Затем Магакян специально начал стрелять по японцам и провоцировать их, чтобы вражеские солдаты вышли из своих укрытий. Как только японцы вышли из убежища, их всех уничтожили морские пехотинцы. Виктор был ранен второй раз в руку, детали часов, которые он носил, застряли в его кости. После сражения, Виктор Магакян вернулся на материк и провёл два месяца в госпитале ВМС в Окленде, Калифорния. За это время успел жениться на Вере Караогланян (29 июня 1916 — 20 марта, 1984).

### Битва за Кваджалейн
В январе 1944 года Виктор вызвался участвовать в очередном штурме атолла Кваджалейн на Маршалловых островах, которая позднее будет называться Битва за Кваджалейн. 31 января морские пехоты высадились на остров и в течение часа им удалось убить 18 японских солдат и взять двух пленных. Виктору приписывают убийство последних пяти вражеских солдат, которые располагались в окопе в самой северной точке острова. Когда враги были уничтожены, Магакян сказал: «Это была простая работа, как стрельба по рыбе в бочке. Я просто потратил 30 патронов из карабина и бросил гранату, и всё. Не очень интересно».

### Битва за Эниветок

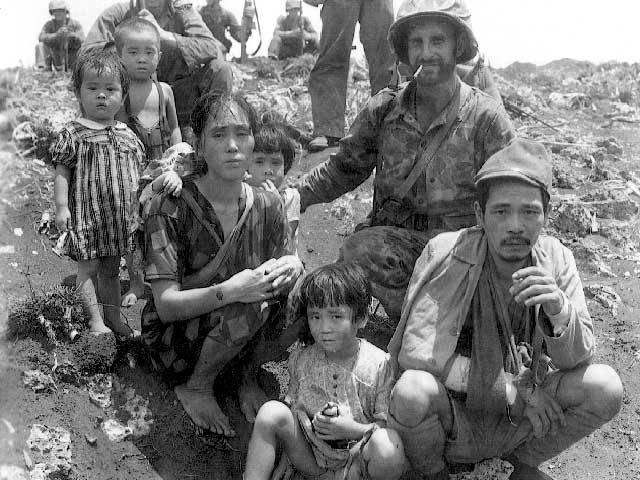
Сержант Виктор Магакян в июле 1944 года с японским солдатом и его семьёй. Он обнаружил их скрывавшихся в пещере и отправил их с проводником чаморро к подразделениями морской пехоты в Сайпане.

После успеха в Кваджелейне, Виктор Магакян и морские разведчики высадились на атолле Эниветок в 350 милях к северу от Кваджелейна в феврале 1944 года. Разведчики перебрасывались с одного из островов атолла на другой, успев взять под контроль шесть островов. Вскоре прибыл приказ захватить больше островов к югу. Когда разведчики патрулировали острова утром, запахло дымом, который отличался от запаха дыма обстрелов ВМФ. Следуя по следам, замеченных на берегу моря, взвод вышел к кучке пальмовых листьев под кокосовой пальмой и попал в засаду японского пулемётного огня. Магакяну удалось спасти попавших в засаду своим карабином. По ходу завязавшегося боя, Виктор убил последних четырёх японских солдат на острове Меллу. Во время битвы Виктор спас жизнь американского актёра Марвина ли. В течение ночи многочисленные японские солдаты пытались напасть на лагерь морпехов. Однако эти усилия закончились провалом, были уничтожены семнадцать японских солдат. Виктор Магакян успел убить двенадцать японских солдат к концу Битвы за Эниветок.

### Битва за Тиниан
Когда были получены приказы о захвате острова Тиниан на Марианских островах, задача была отведена 2-й и 4-й дивизиям морской пехоты. Битва станет известной как Марианско-палауская операция или Битва за Тиниан (24 июля — 1 августа 1944 года), и для овладения контроля за островом потребовалось десять дней. Виктор, принимавший участие в боевых действиях, поднял американский флаг на острове после его захвата.

### Битва за Сайпан
Магакян высадился на берегу Сайпана с третьей или четвёртой волной морских пехотинцев. Высадка проходила под сильным артиллерийским и минометным обстрелом, морпехи окопались и вели бой в течение дня и ночи. Морским пехотинцам удалось захватить аэродром с японскими самолётами на южной оконечности острова, который был захвачен через двадцать шесть дней. Магакян был ещё раз послан в Соединённые Штаты для лечения.

## Награды и ордена
Военные награды и ордена Виктора Магакяна включают:
|  | Золотая звезда повторного награждения | Золотая звезда повторного награждения                                                 | Бронзовая звезда за службу · Бронзовая звезда за службу |
|  | Золотая звезда повторного награждения |                                                                                       |                                                         |
|  |                                       | Серебряная звезда за службу · Бронзовая звезда за службу · Бронзовая звезда за службу |                                                         |

| Военно-морской крест                      | Медаль Серебряной звезды и Звезда повторного награждения | Бронзовая звезда                                                                           | Президентская награда с двумя бронзовыми звёздами |
| Благодарность части Военно-морского флота | Пурпурное сердце с золотой звездой                       | Медаль «За безупречную службу»                                                             | Медаль «За службу в Китае»                        |
| Медаль американской службы обороны        | Медаль «За Американскую кампанию»                        | Медаль «За Азиатско-тихоокеанскую кампанию» с одной серебряной и двумя бронзовыми звездами | Медаль Победы во Второй мировой войне             |

## Благотворительность
На выделенные средства Виктора Магакяна была отремонтирована армянская церковь в центре города, построены школы и здание для клуба армянских скаутов. Бывший министр военно-морского флота США, этнический армянин Пол Роберт Игнатиус в своём интервью газете US Navy признавался: «Виктор Магакян — настоящая легенда. Будучи мальчишкой, я всегда мечтал однажды познакомиться с ним. Его подвиги вдохновляли сотни молодых ребят. Он стал культовой фигурой в истории американского морского флота, был образцовым морским пехотинцем. Мне посчастливилось с ним познакомиться осенью 1969 во время моей командировки во Фресно. Наша встреча продлилась всего час, но я до сих пор под впечатлением».

## Память
В 1981 году его именем была названа амбулаторная клиника Медицинского центра администрации ветеранов в Фресно, Калифорния. На церемонии открытия клиники присутствовал Ли Марвин, который во время выступления заявил: «Большинство из нас остались живыми из-за его отличной подготовки. Он был настоящим сержантом, который заботился о своих людях».
Фильм 1943 года «Гун Хо!» был основан на истории рейда на атолл Макин под руководством второго батальона лейтенанта-полковника Эванса Карлсона, в котором участвовал Виктор Магакян. Роль Магакяна сыграл актёр Сэм Левин. Виктор был также техническим советником фильма.
17 сентября 1996 года во время 2-й сессии 104-го Конгресса член Палаты представителей Джордж Раданович почтил память Виктора Магакяна за преданность и службу в Вооружённых Силах США во время Второй мировой войны.